# Sant Llorenç de Valls
Sant Llorenç de Valls és una església romànica del municipi de Valls (Alt Camp) protegida com a Bé Cultural d'Interès Local.

## Descripció
Capella de petites dimensions, característica de les ermites de muntanya. Actualment es troba entre mitgeres, en haver-se-li afegit amb posterioritat dues edificacions a banda i banda. La porta és d'arc de mig punt i té al damunt un petit rosetó. La coberta és a dues vessants. A la façana es poden apreciar vestigis d'una mostra decorativa que indiquen que en altres temps havia estat pintada. L'interior es troba totalment modificat.

## Història
Per escriptures dels segles XI-XIII se sap que en aquella època pertanyia a la família Bosc, molt important en aquell temps. El 5 de març de 1292 els terrens es van vendre a la vila de Valls. El 1579 la Universitat de Valls va cedir els terrens als pares Caputxins, un moment en què es van fer obres de restauració. Amb el temps, l'ermita i terrens passaren a ser propietat privada, tot i que fins fa pocs anys era un lloc tradicional de visita dels vallencs.